# ثيودور دي كورفين شمنوسكي
وُلد ثيودور دي كورفين شمنوسكي في سيغوف، بولندا في 4 يوليو 1846، وتوفي في كييف، في 20 سبتمبر 1901، وهو بولندي نبيل، ومالك أرض فقير، ومنظر اقتصادي وسياسي كتب باللغة الفرنسية. ألّف في عام 1885 مخططًا اقتصاديًا مبتدعًا لافتًا للنظر لأوروبا الموحدة البدائية، ولإبطال عبودية الأفارقة. وهو أيضًا شاعر بولندي.

## توقعه لأوروبا موحدة
كُتب كتاب كورفين شمنوسكي الجدلي، المستقبل الاقتصادي والاجتماعي والسياسي في أوروبا، باللغة الفرنسية عام 1885 ونشر في باريس عام 1885 و1888. في ذلك الوقت كانت بولندا دولة مفككة الأوصال، ومحتلة من قبل روسيا، وبروسيا، والنمسا، والمجر. وبدأ عمله بهذه المناشدة:
«اغفر للمؤلف أسلوبه الضعيف، فهو فرنسي فقط عن طريق المشاعر، لكن اقرأه حتى النهاية، وأبحث في هذه الأفكار المتباينة وغير المنظمة، عن لغز مصائبنا».
باعتباره فرانكوفيلًا معلنًا، تصور أن تقوم أوروبا على نظام برلماني مُصلح، واتحاد جمركي، وإحصاءات تُجمع مركزيًا، ومساهمات مالية من جميع الدول الأوروبية المشاركة في الإيداع والإقراض عن طريق مصرف مركزي ذي عملة مشتركة، وفضّل الفرنك الفرنسي. لم تتأثر أطروحته بأي نوع من الاشتراكية التي وجِدت في أسلوب معاصريه الفرنسيين مثل هنري ماريت أو جول فيري. إذ أكد على شكل من أشكال الحكم المطلق، الذي وُلد على الأرجح من خلال التزامه العميق بالكاثوليكية، إلى جانب إيماءة متعمدة للسلطات المطلقة في سانت بطرسبرغ.
وضِع النص طي النسيان حتى إعادة اكتشافه في مكتبة في بداية القرن الحادي والعشرين. ولم يعرف بعد ما إن أثرت كتابته عن تصميمه الاقتصادي لأوروبا الموحدة بعد سبعين عامًا، ولو بشكل غير مباشر، على مصممي السوق الأوروبية المشتركة في مرحلة ما بعد الحرب، مثل روبير شومان من ميتز أو جان موني. علق المحرر، البروفيسور جورافسكي فيل غريفسكي، في خاتمة الطبعة الأخيرة: كانت مساهمة شمنوسكي جزءًا واسعًا من القرن التاسع عشر. قلِق الأوروبيون بشأن أوروبا المتعثرة التي شعرت بالتهديد من الاضطرابات الاجتماعية والمهدي. ركز ابتكاره على الاقتصاد، والإحصاءات، والسياسة النقدية بدلًا من التركيز على مسائل القومية أو السيادة أو الفيدرالية. وبصرف النظر عما إذا كانت جمهورية أو ملكية، على الرغم من تفضيله الأخيرة، فإنه ميز بين الأمة والدولة.

## تحدي عبودية الأفارقة
تواصل من منفاه البعيد مع شخصيات سياسية مؤثرة لم يسمها في باريس -ربما قابلهم في المدرسة- ومع كبار البيروقراطيين في وزارة المالية في سانت بطرسبرغ، بحسب ما صرح كورفين شمنوسكي طوال كتاباته، في محاولة لإقناعهم ببراغماتيته في الاقتصاد الكلي. تمكن من متابعة الأحداث الدولية الكبرى مثل التدافع الأوروبي لإفريقيا، الذي نوقش في مؤتمر برلين 1884-1885، الذي استنبط منه كتيبًا جدليًا في عام 1890. من خلال اتصالات الكنيسة والأسرة، تمكن من القيام بزيارة نادرة إلى فرنسا وحضور مؤتمر باريس لمناهضة العبودية عام 1890 الذي عقده الكاردينال لافيجري. في ختامه، أعد نصه «العبودية الإفريقية»، للضغط على البنك المركزي الأفريقي كوسيلة لمكافحة العبودية من خلال تمكين التجارة في الموارد الطبيعية لتحل محل التجارة في البشر: كحل اقتصادي لشر أخلاقي واجتماعي. ويسدي المؤرخ البولندي رادوسواف جورافسكي فيل غريفسكي حجة لصالح كورفين شمنوسكي الذي استفاد كثيرًا من حضور واتصالات عم زوجته في باريس، الناشط والموسيقي المهاجر، ثيودور جيلوفيكي (1828-1905). وكان في وضع يسمح له بتسهيل نشر عمل كورفين شمنوسكي.